# Niezapomniany
Niezapomniany (tytuł oryginalny: I paharruari) – albański film fabularny z roku 1984 w reżyserii Mevlana Shanaja.

## Opis fabuły
Film zrealizowany przez telewizję albańską. Historia Besima Pei, który w 1924 brał udział w rebelii Fana Nolego, a po kilku latach życia na emigracji wraca do Albanii w 1932, aby organizować ruch komunistyczny. Krytykując albańską rzeczywistość, naraża się na represje ze strony reżimu króla Zoga I. Zostaje uwięziony, a następnie zmuszony do wyjazdu z kraju.
Film oparty na motywach z życia Ali Kelmendiego.

## Obsada
- Bujar Lako jako Besim Peja
- Eva Alikaj jako Evgjenia
- Ndriçim Xhepa jako Mitro Tota
- Sotiraq Bratko jako Sotir
- Shkëlqim Basha jako Kiço
- Minella Borova jako Nesti
- Pandi Raidhi jako robotnik Koli
- Petrika Riza jako szef policji
- Sheri Mita jako dowódca żandarmerii
- Ilir Hunçi jako Stavri
- Vladimir Sinani jako młody komunista
- Dhimitra Mele jako Tuli, żona Koliego
- Sotiraq Çili
- Mirela Mano
- Gëzim Rudi